# Pasites rotundiceps
Pasites rotundiceps är en biart som först beskrevs av Gottlieb Wilhelm Bischoff 1923.  Pasites rotundiceps ingår i släktet Pasites och familjen långtungebin. Inga underarter finns listade i Catalogue of Life.